# The Confidence Man JP: The Movie
Pour plus de détails, voir Fiche technique et Distribution.
The Confidence Man JP: The Movie (コンフィデンスマンJP the movie, Konfidensu Man JP the movie, litt. « L'Homme de confiance JP : le film ») est une comédie policière japonais réalisée par Ryo Tanaka et sortie le 17 mai 2019. C'est l'adaptation de la série éponyme de 10 épisodes diffusée sur Fuji TV du 9 avril au 11 juin 2018
Elle est première du box-office japonais de 2019 lors de son premier week-end d'exploitation.

## Synopsis
Trois voleurs, Dako (Masami Nagasawa), Boku-chan (Masahiro Higashide (en)) et Richard (Fumiyo Kohinata) tentent de dérober le diamant de Ran Riu (Yūko Takeuchi), une parraine des Triades de Hong Kong. Pendant ce temps, un autre voleur nommé Jessie (Haruma Miura) tente également de s’emparer du diamant.

## Fiche technique
Genre : Comédie

## Distribution
- Masami Nagasawa : Dako
- Masahiro Higashide (en) : Boku-chan
- Fumiyo Kohinata : Richard
- Yūko Takeuchi : Ran Riu
- Haruma Miura : Jessie
- Shin'ya Kote (en) : Igarashi
- Yōsuke Eguchi (en) : Eisuke Akahoshi